# やらはた
やらはたとは、日本社会における性的観念のひとつ。「童貞や処女でいてもいい年齢」の表現で、「やらずにハタチ」（性行為の経験が一度もないまま二十歳になった）の略である。
同様の言葉で、「やらみそ」、「やらよそ」という言葉もある。これらは、「やらずに三十路」（性行為の経験が一度もないまま三十路の年齢になった）、「やらずに四十路」（性行為の経験が一度もないまま四十路の年齢になった）の略である。

## 概説
言葉としての初出は1982年（昭和57年）の「月刊プレイボーイ8月号」であったが、広く一般に定着したのは『メンズノンノ』1990年2月号に掲載された「"20歳の童貞って恥ずかしい"というテーマを深く考え」という特集が組まれた1990年代ごろからと見られている。
童貞喪失年齢に関する言及は、1970年代以降から「早ければ早いほど良い」という風潮で行われており、漫画家のはらたいらは1974年の『プレイボーイ』にて「キミがもし童貞なら1日も早く捨てちまうことだ」と述べている。こうした童貞喪失や処女喪失の「せかし」は1980年代にはいると、具体的年齢を伴って強迫観念を煽るかのごとく言われるようになり、1982年の『プレイボーイ』誌上で行われた童貞の東大生と処女の女子大生の座談会を収めた記事中にて「やらはた」、「やらみそ」という言葉が登場した。
20歳までに童貞喪失や処女喪失をしなければならない理由付けとしては、増田豊が説いたホルモン説（ホルモン分泌が最も盛んなのは17歳から18歳の思春期で、20代に入ると分泌量は少しずつ減少し、ちょっとしたきっかけで不能に陥る危険があるとするもの）をもとにするもの、社会的慣例として大学入学や成人式と同じ通過儀礼として勧めるもの、柴田出の性体験をすることによって人間的に成長するというもの、童貞や処女をコンプレックスとみなすもの などがあった。いずれも根拠は薄弱で、結論ありき的な理由付けであったが、こうした煽動に多くの人が焦燥感を募らせたり、諦めの境地に陥ったりした。
2013年にコンドームメーカーである相模ゴム工業が行った日本の性行為の実態調査によると、20代男性の40.6％が童貞（すなわち「やらはた」）である。
厚生労働省の施設等機関である国立社会保障・人口問題研究所の追跡調査によれば、2010年の最新調査では20～24歳の40.5%が童貞、40.1%が処女であり、30～34歳の26.1%が童貞、23.8%が処女である。